# Динджебо
Динджебо (фр. Dindjébo) или Джинджибо — деревня и супрефектура в Чаде, расположенная на территории региона Среднее Шари. Входит в состав департамента Лак-Иро.

## Географическое положение
Деревня находится в южной части Чада, к югу от реки Саламат, на высоте 377 метров над уровнем моря.
Динджебо расположена на расстоянии приблизительно 477 километров к юго-востоку от столицы страны Нджамены.

## Население
По данным официальной переписи 2009 года численность населения Динджебо составляла 17 819 человек (8855 мужчин и 8964 женщины). Население супрефектуры по возрастному диапазону распределилось следующим образом: 53,2 % — жители младше 15 лет, 43,1 % — между 15 и 59 годами и 3,7 % — в возрасте 60 лет и старше.

## Транспорт
Ближайший аэропорт расположен в городе Кьябе.